# Ciburuy (Padalarang)
Ciburuy is een bestuurslaag in het regentschap Bandung Barat van de provincie West-Java, Indonesië. Ciburuy telt 16.405 inwoners (volkstelling 2010).